# Epistrophe aequalis
Epistrophe aequalis är en tvåvingeart som först beskrevs av Walker 1852.  Epistrophe aequalis ingår i släktet brynblomflugor, och familjen blomflugor. Inga underarter finns listade i Catalogue of Life.